# Ramón Gabilondo
Ramón Gabilondo Alberdi (Éibar, 15 de marzo de 1913 - Madrid, 16 de septiembre de 2004) fue un futbolista y seleccionador español.

## Biografía
Gabilondo, dio sus primeras patadas al balón en los campos de Éibar. Militó primero en el Real Valladolid. Allí compaginó el fútbol con sus estudios de Medicina, y luego con el ejercicio de la profesión. En 1934 el entonces Atlético de Madrid, conocido como Athletic de Madrid, ya con Gabilondo en sus filas, jugaba en Segunda. El 16 de julio de ese año la Asamblea de la Federación Española de Fútbol decidió ampliar a 12 el número de equipos en la División de Honor. El Athletic, que había quedado subcampeón de su categoría, pudo así ascender directamente. La guerra civil española paralizó el fútbol. Tras la contienda el Atlético cambió su nombre: el nuevo Atlético Aviación, entrenado por Ricardo Zamora, que marcó una década. Ganó dos ligas consecutivas, en 1940 y 1941, y se consolidó como uno de los grandes de la categoría. En total, Gabilondo disputó 161 partidos con la camiseta roja y blanca y anotó 12 goles. Fue, asimismo, cinco veces internacional. Debutó el 12 de enero de 1941 en Lisboa frente a Portugal y se despidió en Milán contra Italia. Abandonó el club de sus amores en 1946, al mismo tiempo que el entrenador que lo condujo a la fama.
Posteriormente se apartó del fútbol profesional y se dedicó al ejercicio de la Medicina, pero nunca abandonó el mundo del balón. Estuvo siempre ligado a la Federación, como médico de la Mutualidad de futbolistas y, sobre todo, como técnico. Se sentía particularmente orgulloso de haber descubierto a Collar y mantenía una estrecha relación con su paisano Gárate. Entrenó a la selección nacional juvenil y, durante un año y cuatro meses, a la absoluta. Debutó con victoria (4-2) en Katowice frente a Polonia. De 12 partidos, ganó ocho y perdió cuatro. Fue, igualmente, colaborador del programa radiofónico Carrusel Deportivo.
Solía practicar los juegos de frontón y el ajedrez.
En 1959 compartió banquillo durante un año como seleccionador nacional junto a José Luis Lasplazas y José Luis Costa.
| Predecesor: Manuel Meana | Entrenador de la Selección de fútbol de España José Luis Lasplazas José Luis Costa 1959-1960 | Sucesor: José Villalonga |

## Clubes
- 1928-1934 Real Valladolid
- 1934-1946 Atlético de Madrid